# Dronningens Livregiment
Dronningens Livregiment blev oprettet efter  kongelig befaling af 23. april 1657, hvori ”Ulrich Christian Gyldenløfur” ( Ulrik Christian Gyldenløve) befales til at hverve 200 mand til dragoner fra Aalborg Stift – en befaling som anses for regimentets ”dåbsattest”. Efter tidens tradition benævnes regimentet med regimentschefens navn var: Gyldenløves Regiments Dragoner.
Der udstedes også befalinger om hvervning af 200 mand i Aarhus Stift, 100 mand i Ribe Stift og 100 mand i Viborg Stift. Det førte bl.a. til oprettelse den 29. april 1657 af Lübbes Regiment senere Kongens Jyske Fodregiment og 30. november 1657 af Ebersteins Regiment senere Prinsens Livregiment.
Disse nyoprettede regimenter er medvirkende til at hæren bringes op på 25 fodfolks-regimenter, 25 rytterregimenter og 60 kanoner.
Et dragonregiment var inddelt i 6 kompagnier a 200 mand, halvdelen var bevæbnet med lanser og den anden
halvdel med luntebøsser. Dragonerne blev betragtet som beredent fodfolk; derfor havde de sko på og ikke støvler. Alle befalingsmændene havde hellebarder, og når han var til hest, blev hellebarden båret af hans tjener.
Soldatens uniform var filthat, langskødet kjole med en række knapper, knæbukser, uldne strømper og høje ankelsko. Regimentet kendes på farverne på livkjolen, for Gyldenløves Regiments Dragoner er det det oldenborgske kongehus’s farver, højrød og gyldengul, som man nu kender dem fra regimentets våbenskjold.
Efter kong Frederik 3.s død i 1670 bestemte kong Christian 5. den 25. juli 1670, at regimentets navn skulle være: ”Dronningens Livregiment”. Samtidigt bestemtes det, at den regerende dronnings navnetræk fremtidigt måtte indsættes i fanen. Det sidste var dronning Ingrids spejlmonogram. 
Ved hærreformen i 1842 blev regimenterne nedlagt og omdøbt til infanteribataljoner. Dronningens Livregiment blev til 17. linje infanteribataljon, som havde garnison i Glückstadt i Holsten. Ved udbruddet af den 1. slesvigske krig i 1848 valgte denne bataljon oprørernes side og blev slettet af den danske hær. Efter krigen genopstod den i 1852 med garnison på Sølvgades Kaserne i København. Ved udbruddet af den 2. slesvigske krig blev infanteribataljonerne omlagt til infanteriregimenter, og regimentet kæmpede i krigen. 
Efter 1. Verdenskrig blev den danske hær reduceret kraftigt og enhederne flyttet ud af København. 17. bataljon kom i 1932 til Roskilde.
Efter 2. Verdenskrig overtog 8. regiment i Aarhus regimentshistorien og regimentsmærket fra Dronningens Livregiment og 17. bataljon. I 1961 blev 8. og 10. regiment sammenlagt og blev navngivet Dronningens Livregiment. Fra 1961 til regimentets nedlæggelse i 2001 havde regimentet garnison på Nørre Uttrup Kaserne i det nordlige Nørresundby.
Regimentet blev nedlagt i forbindelse med forsvarsforliget 2000-2004 og blev sammen med Slesvigske Fodregiment en del af Prinsens Livregiment i Skive og siden sammen med det en del af Jydske Dragonregiment.